# Andrae Williams
Andrae Williams (Freeport, 12 juli 1983) is een Bahamaanse sprinter, die gespecialiseerd op de 400 m. Hij werd in 2005 nationaal kampioen in deze discipline. Zin grootste succes behaalde hij echter op de estafette. Zo won hij zilver op twee wereldkampioenschappen en een Olympische Spelen.

## Biografie
Andrae Williams studeerde aan de Texas Tech University in Lubbock, waar hij lid was van het atletiekteam. Op de Olympische Spelen van 2004 in Athene was hij lid van de Bahamaanse estafetteploeg waarmee hij een zesde plaats behaalde. Ze finishten slechts één seconde achter de bronze nmedaillewinnaar.
In juni 2005 verbeterde Williams zijn PR op de 400 m naar 44,90 s en behaalde zijn eerste succes door op de Bahamaanse kampioenschappen de nationale titel op de 400 m te winnen. Op de wereldkampioenschappen atletiek 2005 in Helsinki sneuvelde hij individueel al in de voorrondes. Op de 4 x 400 m estafette won hij met zijn teamgenoten Nathaniel McKinney, Avard Moncur en Chris Brown een zilveren medaille in een nationaal record van 2.57,32.
Twee jaar later won Williams op de WK in Osaka in deze discipline opnieuw zilver. Het goud ging naar de Amerikaanse estafetteploeg, die met 2.55,56 ruim drie seconden sneller was. Op de Olympische Spelen van 2008 in Peking vertegenwoordigde hij met zijn teamgenoten Michael Mathieu, Avard Moncur, Ramon Miller de Bahama's op de 4 x 400 m estafette. Als slotloper finishte hij in 2.58,88 en veroverde hiermee het zilver. De Britse estafetteploeg won de wedstrijd in 2.58,33.

## Titels
- Pan-Amerikaanse Spelen kampioen 4 x 400 m - 2007
- Centraal-Amerikaans en Caribisch kampioen 4 x 400 m - 2005
- Bahamaans kampioen 400 m - 2005

## Persoonlijke records
| Onderdeel    | Prestatie | Datum         | Plaats     |
| ------------ | --------- | ------------- | ---------- |
| 200 m        | 20,81 s   | 24 maart 2006 | Lubbock    |
| 400 m        | 44,90 s   | 11 juni 2005  | Sacramento |
| 800 m        | 1.53,52   | 19 april 2003 | Fort Worth |
| 400 m horden | 53,70 s   | 5 april 2007  | Austin     |

## Prestaties

### 400 m
- 2004:  NACAC-kamp. - 45,91 s
- 2005:  Bahamaanse kamp. - 45,33 s

### 4 x 400 m
- 2003: 5e Pan-Amerikaanse Spelen - 3.05,50
- 2004: 6e OS - 3.01,88
- 2005:  Centraal-Amerikaanse en Caribische kamp. - 3.01,88
- 2005:  WK - 2.57,32 (NR)
- 2007:  Pan-Amerikaanse Spelen - 3.01,94
- 2007:  WK - 2.59,18
- 2008:  OS - 2.58,03